# La hiena
La hiena é uma telenovela mexicana produzida por Ernesto Alonso para a Televisa e exibida pelo El Canal de las Estrellas em 1973.
Foi protagonizada antagonicamente por  Amparo Rivelles, e como casal protagonista Ofelia Medina e Carlos Bracho, e com atuações antagônicas de Nelly Meden, Enrique Rocha, Atilio Marinelli e Jorge Vargas.

## Sinopse
Rita Hernández é uma mulher bonita e sofisticada, viúva do filho de um rico empresário, don Abelardo Solís. Com ele vive sua filha adotiva Isabel, que não confia em Rita. Dom Abelardo também tem outro filho, Emilio, fruto de uma relação com a governanta Soledad Martínez. 
Don Abelardo quer deixar sua herança para Emilio, que é namorado com Isabel. Rita, sabendo que ao ser excluída do testamento, perde todo o direito sobre o dinheiro e as empresas, planeja a morte de seu sogro. Ela está cercado por quatro capangas: Jacqueline, Marcial, Raúl e Germán e faz um "sorteio" para escolher quem cuidará da tarefa maligna, mas a identidade desta pessoa é mantida em segredo. 
Tudo sai como Rita planejou. Agora seu próximo passo é culpar Emilio pela morte de seu pai para que ela tenha o caminho livre para administrar a fortuna e os negócios com seu capricho. Emilio é preso e condenado à prisão; ele e Isabel sabem que Rita é culpada de tudo, mas não tem como provar isso. 
Na prisão, Emilio só pensa em como escapar e se vingar de Rita. Conheça Helena Montero, que é a irmã do diretor da prisão, o capitão Pedro Montero. Helena se apaixona por Emilio e finalmente o ajuda a escapar, mas durante a fuga ele perde sua vida e é considerado morto. Mas Emilio sobrevive e volta para a Cidade do México com outra identidade, a de um milionário hindu. Emilio começa sua vingança, se  aproximando Rita com sua nova identidade, e ela cai na armadilha porque, além de não reconhecê-lo, se apaixona por ele. No final, sabe-se que a "sorte" de matar Abelardo Solis foi interpretada por Raul Carbajal.

## Elenco
- Amparo Rivelles - Rita Hernández
- Ofelia Medina - Isabel Solís
- Carlos Bracho - Emilio Martínez
- Tony Carbajal - Abelardo Solís
- Gloria Marín - Soledad Martínez
- Nelly Meden - Jacqueline Almedida
- Enrique Rocha - Marcial García
- Atilio Marinelli - Raúl Carbajal
- Jorge Vargas - Germán Rivas
- Kiki Herrera Calles - Helena Montero
- José Antonio Ferral - Javier
- Oscar Morelli - Capitán Pedro Montero
- Martha Zavaleta - Anabella
- Manuel Rivera - Lic. Camargo
- Alfonso Mejía - César
- Alberto Inzúa - Lic. Fermín Mendoza
- July Furlong - Rosaura
- Héctor Flores - Tony
- Sergio Barrios - Capitán Bernard
- Socorro Avelar - Socorro
- Leonor Llausás - Sacra
- Sergio Jiménez - Osmín
- Susana Dosamantes - Dayanara
- Arsenio Campos - Roberto
- Milton Rodríguez - Guelson Dutra
- Juan Ángel Martínez - Sada